# Женская сборная Камеруна по волейболу
Женская национальная сборная Камеруна по волейболу (фр. Équipe du Cameroun de volley-ball féminin, англ. Cameroon women's national volleyball team) — представляет Камерун на международных волейбольных соревнованиях. Управляющей организацией выступает Федерация волейбола Камеруна (Fédération Camerounaise De Volley-Bal — FECAVO).

## История
Федерация волейбола Камеруна была образована в 1963 году и через год вступила в Международную федерацию волейбола наряду с национальными ассоциациями ещё 14 стран Африки.
Впервые для участия в официальных международных соревнованиях женская сборная Камеруна была сформирована к Всеафриканским играм 1978 года, на которых в программе этих мультиспортивных соревнований дебютировал женский волейбол. Первый турнир для камерунских волейболисток сложился неудачно — три «сухих» поражения в трёх проведённых матчах и последнее (6-е) место.
В дальнейшем с середины 1980-х сборная Камеруна прочно вошла в число сильнейших женских национальных команд Африки. Волейболистки Камеруна неоднократно становились призёрами чемпионатов континента и волейбольных турниров в рамках Всеафриканских игр, но взойти на высшую ступень пьедестала почёта этих соревнований сборной Камеруна до сих пор ни разу не удавалось. Наиболее близко к завоеванию континентального «золота» камерунки подходили в 2007 и 2011 годах, когда дважды подряд выходили в финал Всеафриканских игр, но оба раза уступали в решающих матчах сборной Алжира.
В апреле 2006 года сборная Камеруна впервые в своей истории преодолела квалификационный турнир чемпионата мира, обыграв в решающем матче своей группы африканского отборочного турнира команду Туниса 3:1. На самом же «мундиале» национальная команда Камеруна, составленная в основном из волейболисток, выступавших в различных французских лигах, и подготовленная к турниру немецким тренером Петером Нонненбройхом, вполне предсказуемо не смогла оказать серьёзного сопротивления своим соперникам, проиграв с одинаковым счётом 0:3 сборным Нидерландов, Пуэрто-Рико, США, Казахстана и Бразилии. Подобный результат был весьма логичен, учитывая уровень развития женского волейбола на африканском континенте.
В феврале—марте 2014 года в Алжире прошёл один из групповых турниров финального раунда африканской квалификации чемпионата мира 2014. Уже во втором туре сборная Камеруна допустила осечку, в пятисетовом матче проиграв команде Египта. В дальнейшем же по ходу турнира камерунки очков не теряли и, обыграв в решающем поединке сборную хозяев соревнований со счётом 3:1, получили путёвку на мировое первенство.
В отличие от мирового первенства 8-летней давности, к чемпионату-2014 сборную готовил камерунский тренер Жан-Рене Аконо, возглавивший национальную команду после назначения прежнего наставника Петера Ноннебройха главным тренером мужской сборной Камеруна. Состав женской сборной страны, также в отличие от ситуации, сложившейся 8 лет назад, был в основном скомплектован из волейболисток, представлявших камерунские клубы. Из двух спортсменок, выступавших за рубежом, следует отметить Летицию Мома Бассоко — игрока «Шверинера» — одной из сильнейших команд Германии. На чемпионате мира сборная Камеруна предсказуемо выбыла из дальнейшей борьбы уже после первого группового раунда, проиграв с одинаковым счётом 0:3 командам Бразилии, Сербии, Болгарии и Турции и лишь в матче с канадками взяли единственный сет на турнире.
В феврале 2016 года сборная Камеруна выиграла домашний африканский олимпийский отборочный турнир, победив в финале в пяти партиях сборную Египта. Тем самым камерунские волейболистки впервые обеспечили себе участие в Олимпийских играх. На самой же Олимпиаде в Рио-де-Жанейро команда Камеруна проиграла все свои 5 матчей в группе, добившись только выигрыша двух сетов в игре против Аргентины.
В 2017 году сборная Камеруна дебютировала в Мировом Гран-при, а в октябре того же года на проходившем в Камеруне чемпионате Африки, бывшим одновременно и финальным этапом отбора на чемпионат мира 2018, впервые выиграла «золото» континентального первенства. 
На чемпионате мира 2018 камерунские волейболистки одержали свою первую победу в рамках мировых первенств, обыграв в стартовом матче на турнире команду Мексики. До последнего тура сборная Камеруна претендовала на выход во второй групповой раунд турнира, но сделать этого не смогла только из-за худшего соотношения выигранных и проигранных партий.

## Результаты выступлений и составы

### Олимпийские игры
| - 1964 — не участвовала - 1968 — не участвовала - 1972 — не участвовала - 1976 — не участвовала - 1980 — не участвовала - 1984 — не участвовала - 1988 — не участвовала - 1992 — не участвовала | - 1996 — не участвовала - 2000 — не участвовала - 2004 — не участвовала - 2008 — не квалифицировалась - 2012 — не участвовала - 2016 — 11—12-е место - 2020 — не квалифицировалась - 2024 — не квалифицировалась |

- 2016: Стефани Фотсо Могунг, Кристель Нана Чуджанг, Раиса Насер, Теорин Абоа Мбеза, Летиция Мома Басоко, Анриэт Кулла, Симон Бертрад Бикаталь, Виктуар Лор Нгон Нтаме, Фавзия Абдулкарим, Мадлен Бодо Эсисима, Йоланд Амана Гиголо, Эмельда Пиата Зесси. Тренер — Жан-Рене Аконо.

### Чемпионаты мира
| - 1952 — не участвовала - 1956 — не участвовала - 1960 — не участвовала - 1962 — не участвовала - 1967 — не участвовала - 1970 — не участвовала - 1974 — не участвовала - 1978 — не участвовала - 1982 — не участвовала - 1986 — не квалифицировалась | - 1990 — не участвовала - 1994 — не участвовала - 1998 — не участвовала - 2002 — не квалифицировалась - 2006 — 21—24-е место - 2010 — не квалифицировалась - 2014 — 21—24-е место - 2018 — 21—24-е место - 2022 — 24-е место - 2025 — |

- 2006: Ребекка Роз Нго Нкот, Патрисия Ндоло Нгомби, Рут Дибуэ, Мари-Терез Омбасса Сомбанг, Маргерит Мессина Ондуа, Надин Амбатта Мбейя, Даниэль Минсили Авебе, Роз Белен а Нгон, Режин Мантбана Амбасса, Жюльетт Аста Гамкуа, Антония Ахоне Нгоме, Вивиан Белла. Тренер — Петер Нонненбройх.
- 2014: Стефани Фотсо Могунг, Кристель Нана Чуджанг, Ролин Тачу Ньоньо, Фрида Октави Меконг а Ируме, Жюльетт Аста Камкуа, Летиция Мома Басоко, Анриэт Кулла, Эстер Эба’а Мбалла, Марта Биле Этога, Симон Бертрад Бикаталь, Виктуар Лор Нгон Нтаме, Фавзия Абдулкарим, Сандрин Магон а Аноко, Надин Ньяджо. Тренер — Жан-Рене Аконо.
- 2018: Стефани Фотсо Могунг, Кристель Нана Чуджанг, Теорин Абоа Мбеза, Летиция Мома Басоко, Анриэтт Кулла, Онорин Джакао Гамкуа, Симон Бертрад Бикаталь, Виктуар Лор Нгон Нтаме, Фавзия Абдулкарим, Йоланд Амана Гиголо, Эмельда Пиата Зеси, Эстель Адиана, Рен Нгамени Мбопда, Рут Бабинде. Тренер — Жан-Рене Аконо.
- 2022: Баран Суреа А Кунг, Родриг Бедианг Мпон, Мага Мбенгоно Менг, Ариэль Оломо, Рене Нгамени Мбопда Давина, Грейс Бикаталь, Бранди Нгаче Джечоко, Симон Бертрад Бикаталь, Карин Бламдай, Мишель Вете Сиссоко, Йоланд Амана Гиголо, Эмельда Пиата Зеси, Эстель Адиана Одиль, Терез Адуэм. Тренер — Жан-Рене Аконо.

### Кубок мира
Сборная Камеруна приняла участие в одном розыгрыше Кубка мира.
- 2019 — 12-е место

- 2019: Стефани Фотсо Могунг, Кристель Нана Чуджанг, Раиса Насер, Поль-Ариэль Оломо, Летиция Мома Басоко, Онорин Джакао Гамкуа, Симон Бертрад Бикаталь, Шерилин Башорун, Фавзия Абдулкарим, Йоланд Амана Гиголо, Эмельда Пиата Зеси, Эстель Адиана, Одетт Менкред Ахириниди. Тренер — Жан-Рене Аконо.

### Гран-при
До 2016 в розыгрышах Гран-при сборная Камеруна участия не принимала.
- 2017 — 30-е место (6-е в 3-м дивизионе)

- 2017: Стефани Фотсо Могунг, Кристель Нана Чуджанг, Раиса Насер, Летиция Мома Басоко, Анриэтт Кулла, Симон Бертрад Бикаталь, Виктуар Лор Нгон Нтаме, Фавзия Абдулкарим, Йоланд Амана Гиголо, Эмельда Пиата Зеси, Эстель Адиана, Одетт Ахириниди Менкрео. Тренер — Жан-Рене Аконо.

### Чемпионат Африки
| - 1976 — не участвовала - 1985 — 3-е место - 1987 — 5-е место - 1989 — не участвовала - 1991 — 3-е место - 1993 — 4-е место - 1995 — не участвовала - 1997 — не участвовала - 1999 — 2-е место - 2001 — 3-е место - 2003 — 3-е место | - 2005 — 5-е место - 2007 — 5—6-е место - 2009 — 3-е место - 2011 — 5-е место - 2013 — 2-е место - 2015 — 3-е место - 2017 — 1-е место - 2019 — 1-е место - 2021 — 1-е место - 2023 — 3-е место |

- 2013: Эстер Эба’а Мбалла, Кристель Нана Чуджанг, Ролин Тачу Ньойо, Фрида Октави Меконг а Ируме, Мишель Чебечу Нзеко, Эрмин Нго Йомкиль Бум, Анриэтт Кулла, Раиса Татьяна Баран а Бисен, Летиция Мома Басоко, Виктуар Лор Нгон Нтаме, Антония Ахоне Нгоме, Фавзия Абдулкарим. Тренер — Жозеф Нане Эоне.
- 2017: Стефани Фотсо Могунг, Кристель Нана Чуджанг, Раиса Насер, Теорин Абоа Мбеза, Летиция Мома Басоко, Анриэтт Кулла, Симон Бертрад Бикаталь, Виктуар Лор Нгон Нтаме, Фавзия Абдулкарим, Мадлен Бодо Эсисима, Йоланд Амана Гиголо, Эмельда Пиата Зеси, Эстель Адиана Одиль, Одетт Ахириниди Менкрео. Тренер — Жан-Рене Аконо.
- 2019: Стефани Фотсо Могунг, Кристель Нана Чуджанг, Раиса Насер, Летиция Мома Басоко, Анриэтт Кулла, Онорин Джакао Гамкуа, Симон Бертрад Бикаталь, Фавзия Абдулкарим, Йоланд Амана Гиголо, Эмельда Пиата Зеси, Эстель Адиана Одиль, Одетт Менкред Ахириниди, Рут Мануэла Мари Бибинде. Тренер — Жан-Рене Аконо.
- 2021: Стефани Фотсо Могунг, Кристель Нана Чуджанг, Рене Нгамени Мболда Давина, Грейс Бикаталь, Теорин Абоа Мбеза, Летиция Мома Басоко, Мимозетт Андреа Мусоль, Эмма Иза Амбасса, Гаэль Эстель Чуэмбу Вамбо, Симон Бертрад Бикаталь, Карин Бламдай, Йоланд Амана Гиголо, Эмельда Пиата Зеси, Эстель Адиана Одиль. Тренер — Жан-Рене Аконо.

### Африканские игры
| - 1978 — 6-е место - 1987 — 5—6-е место - 1991 — 3-е место - 1995 — не участвовала - 1999 — не участвовала - 2003 — 4-е место | - 2007 — 2-е место - 2011 — 2-е место - 2015 — 2-е место - 2019 — 2-е место - 2024 — не участвовала |

- 2007: Жюльетт Аста Гамкуа, Режин Мантбана Амбасса, Фрида Октави Меконг а Ируме, Ребекка Роз Нго Нкот, Кристин Амбасса Бойомо, Надин Амбатта Мбейя, Роз Белен а Нгон, Рут Дибуэ, Роз Мбенга Эйянго, Маргерит Мессина Ондуа, Мари-Терез Омбасса Сомбанг, Перон Тенчу Ндзини.
- 2011: Ребекка Роз Нго Нкот, Кристель Нана Чуджанг, Ролин Тачу Ньойо, Эрмин Нго Йомкиль Мбум, Эстер Эба’а Мбалла, Татьяна Ламинси Юдам, Роз Мбенга Эйянго, Раиса Татьяна Баран а Бисен, Полин Билон Эдима, Виктуар Лор Нгон Нтаме, Антония Ахоне Нгоме, Сильви Медуга.  Тренер — Жозеф Нане Эоне.
- 2019: Стефани Фотсо Могунг, Кристель Нана Чуджанг, Анриэтт Кулла, Онорин Джакао Гамкуа, Симон Бертрад Бикаталь, Шерилин Башорун, Фавзия Абдулкарим, Эмельда Пиата Зеси, Эстель Адиана Одиль, Одетт Менкред Ахириниди, Рут Мануэла Мари Бибинде, рене Мбопда Давина, Рут-Мануэла Мари Бибинде. Тренер — Жан-Рене Аконо.

### Игры Исламской солидарности
- 2017 — не участвовала
- 2022 — 4-е место

## Состав
Сборная Камеруна в чемпионате Африки 2023.
| №  | Имя, фамилия                 | Год рождения | Рост | Амплуа      | Клуб                          |
| -- | ---------------------------- | ------------ | ---- | ----------- | ----------------------------- |
| 1  | Стефани Фотсо-Могунг         | 1987         | 184  | центральная | «Арнесьен»                    |
| 3  | Иван Нэнси Аньюнг А Мбира    | 2002         | 175  | связующая   |                               |
| 4  | Эмма Иза Амбасса             | 2002         | 180  | либеро      | «Бельфор»                     |
| 5  | Теорин Абоа Мбеза            | 1992         | 182  | центральная | ФАП Яунде                     |
| 6  | Данна Грасиль Фоссо-Нгумчунг | 2004         | 180  | нападающая  |                               |
| 7  | Анриэтт Кулла                | 1992         | 171  | связующая   | «Ле-Понте»                    |
| 8  | Брэнди Нгатчу                | 2003         | 182  | связующая   | «Бафиа Эволюсьон» Бафиа       |
| 10 | Симон-Флор Бертрад Бикаталь  | 1992         | 183  | нападающая  | «Расинг Клуб де Канн»-2 Канны |
| 11 | Ариэль Оломо                 | 2001         | 185  | центральная | «Сен-Дье-де-Вос»              |
| 12 | Фавзия Абдулкарим            | 1989         | 180  | нападающая  | «Вьеннуа»                     |
| 14 | Мимозетт Андреа Мусоль       | 2001         | 182  | нападающая  | «Антант Сен-Шомон»            |
| 15 | Эмельда Пиата Зеси           | 1997         | 190  | центральная | «Вальфер» Вальферданж         |
| 16 | Эстель Адиана Одиль          | 1997         | 182  | нападающая  | «Сен-Дье-де-Вос»              |

- Главный тренер — Жан-Рене Аконо.
- Тренеры — Неба Анома, Махамат Абакака.